# Eulidia yarrellii
Eulidia yarrellii là một loài chim trong họ Chim ruồi.